# ناحیه داگانا

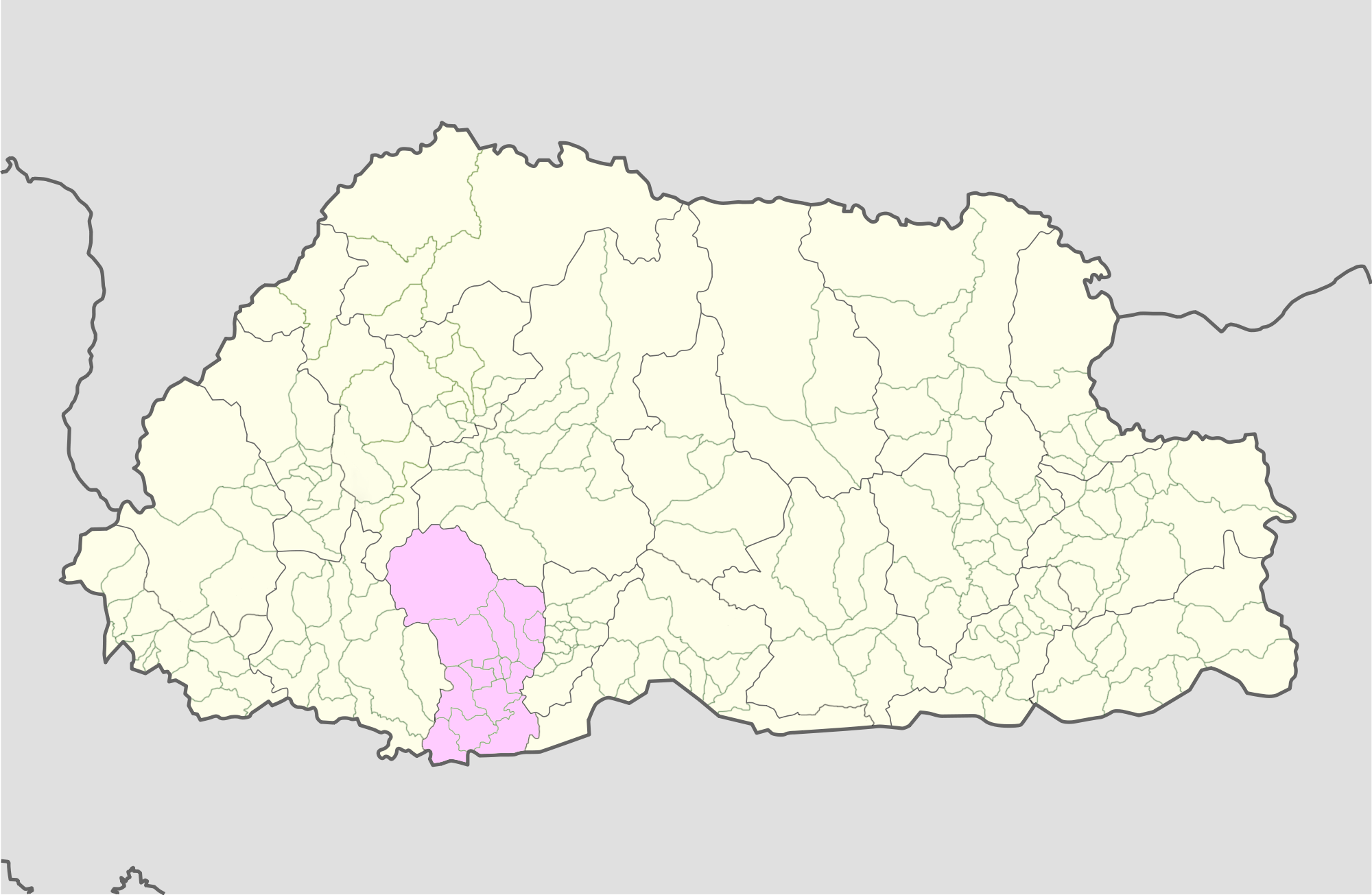
استان داگانا در بوتان

داگانا (به لاتین: Dagana) یکی از استان‌های بوتان  است. مرکز این استان، شهر داگانا می باشد.
این استان از مناطق حفاظت شده جنگلی  برخوردار است.